# Championnat d'Irlande du Nord de football 1967-1968
Navigation
Édition précédente Édition suivante
Le 66e Championnat d'Irlande du Nord de football se déroule en 1967-1968. Glentoran FC remporte son treizième titre de champion d’Irlande du Nord et le deuxième consécutif. 
Linfield FC, le champion en titre, est deuxième, Coleraine FC complète le podium. 
Avec 30 buts marqués,  Sammy Pavis de Linfield FC remporte pour la troisième fois consécutive le titre de meilleur buteur de la compétition.

## Les 12 clubs participants
- Ards FC
- Bangor FC
- Ballymena United
- Cliftonville FC
- Coleraine FC
- Crusaders FC
- Derry City FC
- Distillery FC
- Glenavon FC
- Glentoran FC
- Linfield FC
- Portadown FC

## Compétition

### Classement
Le classement est établi sur le barème de points classique (victoire à 2 points, match nul à 1, défaite à 0).
| Rang | Équipe           | Pts | J  | G  | N | P  | Bp | Bc | Diff |
| ---- | ---------------- | --- | -- | -- | - | -- | -- | -- | ---- |
| 1    | Glentoran FC     | 37  | 22 | 17 | 3 | 2  | 79 | 24 | +55  |
| 2    | Linfield FC      | 36  | 22 | 16 | 4 | 2  | 85 | 36 | +49  |
| 3    | Coleraine FC     | 35  | 22 | 15 | 5 | 2  | 76 | 33 | +43  |
| 4    | Ards FC          | 30  | 22 | 14 | 2 | 6  | 51 | 34 | +17  |
| 5    | Derry City FC    | 23  | 22 | 11 | 1 | 10 | 51 | 54 | -3   |
| 6    | Glenavon FC      | 22  | 22 | 9  | 4 | 9  | 51 | 45 | +6   |
| 7    | Ballymena United | 19  | 22 | 8  | 3 | 11 | 55 | 63 | -8   |
| 8    | Crusaders FC     | 18  | 22 | 5  | 8 | 9  | 57 | 59 | -2   |
| 9    | Portadown FC     | 17  | 22 | 8  | 1 | 13 | 34 | 57 | -23  |
| 10   | Distillery FC    | 13  | 22 | 6  | 1 | 15 | 33 | 62 | -29  |
| 11   | Bangor FC        | 9   | 22 | 3  | 3 | 16 | 39 | 89 | -50  |
| 12   | Cliftonville FC  | 5   | 22 | 2  | 1 | 19 | 26 | 85 | -59  |

|  | Champion d'Irlande du Nord |
|  | Relégation                 |

## Bilan de la saison
| Tableau d'Honneur                         |              |
| Compétition                               | Vainqueur    |
| Championnat d'Irlande du Nord de football | Glentoran FC |
| Coupe d'Irlande du Nord de football       | Crusaders FC |

| Promotions et relégations |       |
| Relégués                  | Aucun |
| Promus                    | Aucun |

## Statistiques

### Meilleur buteur
- Sammy Pavis, Linfield FC 30 buts